# Iremel
Iremel (baixkir: Ирәмәл, rus: Иремель) és una serralada de muntanyes del sud dels Urals a la república de Baixkíria, Federació Russa (fronterer amb l'óblast de Txeliàbinsk al nord-oest). El cim més alt, Bolshoy Iremel (Gran Iremel), o senzillament Iremel, fa 1.589 metres d'alçada. El Maly Iremel (Petit Iremel), 6 quilòmetres al nord-est, fa 1.449 metres. És la font del riu Bélaia.
El cim més alt dels Urals del Sud, Mont Iamantau (1.638 metres) és troba a 53 quilòmetres al sud-oest del Bolshoy Iremel.

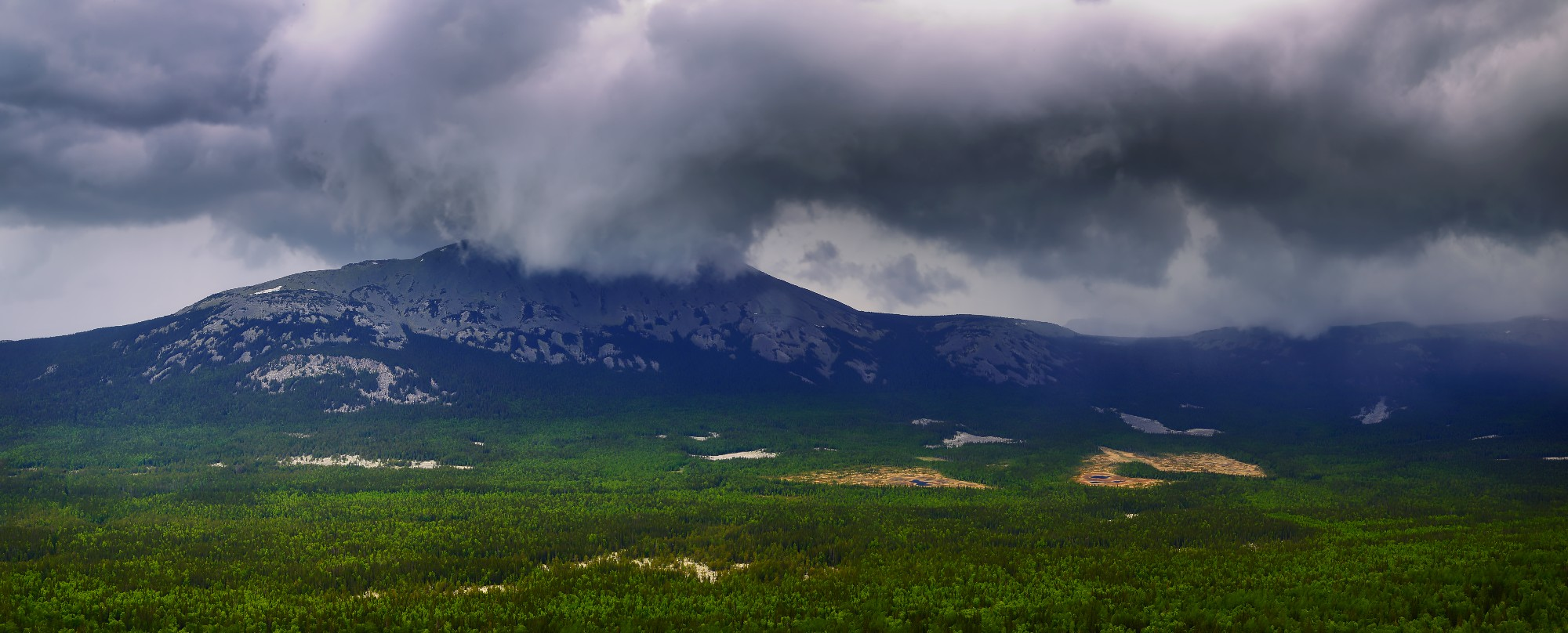
Núvols de tempesta sobre l'Iremel.